# Акварота (Казерта)
Акварота (итал. Acquarotta) је насеље у Италији у округу Казерта, региону Кампанија.
Према процени из 2011. у насељу је живело 175 становника. Насеље се налази на надморској висини од 202 м.